# Juliusz Szmula
Juliusz Szmula (ur. 30 grudnia 1829 w Pszowie, zm. 30 marca 1909 w Friedewalde) – polski polityk, działacz narodowy, wieloletni poseł do Sejmu pruskiego i parlamentu niemieckiego. 

## Życiorys

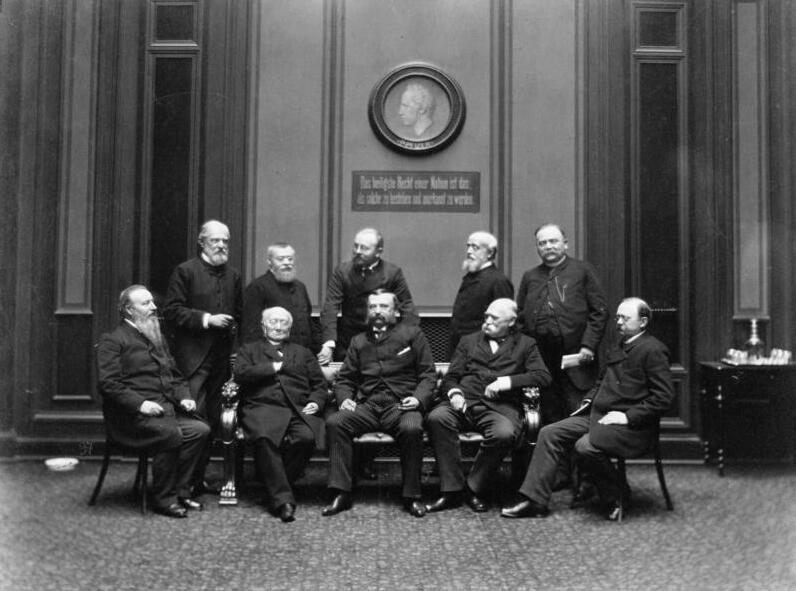
Members of Reichstag (1.Reihe-sitzend v. l. n. r.: Paul Letocha, Ludwig Windthorst, Johann Anton von Chamaré, Anton von Dejanicz-Gliszczynski, Albert Horn 2.Reihe-stehend-v.l.nr.: Friedrich von Praschma, Philipp Schmieder, Felix Porsch, Clemens Heereman von Zuydwyck, Juliusz Szmula)

Urodził się 30 grudnia 1829 w Pszowie. W wieku 20 lat wstąpił do Armii Cesarstwa Niemieckiego, służył m.in. w 22 Pułku Piechoty, był nauczycielem w szkole oficerskiej w Nysie, walczył w wojnie prusko-austriackiej (1866), od 1869 był nauczycielem w szkole wojskowej. W 1870 został mianowany majorem i dyrektorem szkoły oficerskiej w Anklam. Walczył następnie w czasie wojny francusko-pruskiej (1870-1871). Z końcem 1871 odszedł ze służby wojskowej.
Był posłem do sejmu pruskiego i parlamentu niemieckiego, wybieranym kolejno w 1887, 1890, 1893, 1898 i 1903 (w okręgu bytomsko-tarnogórskim, następnie opolskim), jako kandydat Partii Centrum, od 1890 z poparciem ludności polskiej.
Wnioskował o budowę obecnej linii kolejowej nr 293.
Zmarł 30 marca 1909 we Friedewalde.